# Eranina hovorei
Eranina hovorei är en skalbaggsart som beskrevs av Maria Helena M. Galileo och Martins 2008. Eranina hovorei ingår i släktet Eranina och familjen långhorningar. Inga underarter finns listade i Catalogue of Life.